# Burmannia indica
Burmannia indica är en enhjärtbladig växtart som beskrevs av Fredrik Pieter Jonker. Burmannia indica ingår i släktet Burmannia och familjen Burmanniaceae. Inga underarter finns listade i Catalogue of Life.